# Sergei Istomin (Gewichtheber)
Sergei Istomin (* 24. Januar 1986 in Tschimkent) ist ein kasachischer Gewichtheber.

## Karriere
Istomin erreichte bei den Asienmeisterschaften 2005 den vierten Platz im Zweikampf und gewann Bronze im Reißen in der Klasse bis 94 kg. 2006 wurde er wegen eines Dopingverstoßes gesperrt. Bei den Olympischen Spielen 2008 in Peking erreichte er den siebten Platz. 2009 konnte Istomin bei den Asienmeisterschaften den Titel gewinnen. Bei den Weltmeisterschaften 2010 wurde er Sechster und bei den Asienspielen im selben Jahr gewann er die Bronzemedaille. 2011 wurde er bei den Asienmeisterschaften Dritter und bei den Weltmeisterschaften Neunter.